# 대용증권
대용증권(代用證券)은 투자자가 증거금이나 보증금을 납입할 때 현금 대신 사용할 수 있도록 지정된 유가증권을 뜻하며, 일반적으로 상장회사의 주식, 공채, 기타 증권거래소가 지정하는 유가증권이 대용증권으로 사용된다.